# Röhr
Röhr is een historisch merk van scooters.
Maschinenfabrik Erich Röhr GmbH, Landshut, Bayern, later Isaria Landmachinenbau (Hans Glas GmbH) (1952-1955).
Duits merk dat onder de naam Rolletta scooters met 197 cc ILO-motoren leverde.
Erich Röhr begon in 1945 met de productie van tractoren met dieselmotoren, in Passau. In 1949 verhuisde het bedrijf naar Landshut. Er werden nu ook andere landbouwmachines gebouwd. In 1952 verscheen de eerste scooter, de Rolletta. De Rolletta-scooter waren zeer goed afgewerkt en hadden zelfs een startmotor, lampjes die aangaven welke versnelling ingeschakeld was en een lampje onder de motorkap om het benzinekraantje te verlichten. 
In 1954 ging de machinefabriek failliet en werd de productie van de Rolletta-scooters overgenomen door de Isaria Landmachinenbau van Hans Glas (bekend van de Goggo-scooters en de Goggomobil). In 1955 werd de productie van de Rolletta-scooters echter gestaakt.